# Солохаульский сельский округ
Солохау́льский се́льский о́круг —  административно-территориальная единица в Лазаревском районе города Сочи (муниципального образования город-курорт Сочи) Краснодарского края.
Объединяет сельские населённые пункты, находящиеся за городской чертой в верховьях бассейна реки Шахе.
Назван по населённому пункту, расположенному в верховье реки Шахе — селу Солохаул. Административный центр — село Харциз Первый. 

## География
Административно-территориальная единица расположена в восточной части Лазаревского района города-курорта Сочи. В состав округа входят шесть населённых пунктов.
Граничит с землями административно-территориальных единиц: Кичмайский сельский округ на северо-западе, Верхнелооский сельский округ и Волковский сельский округ на юге и Барановский сельский округ на юго-востоке. На северо-востоке земли округа ограничены Главным Кавказским хребтом.
Сельский округ расположен в предгорной и горной зонах Большого Сочи. Рельеф местности представляет собой в основном сильно расчленённую горную местность с густым лесным покровом, возвышающаяся с запада на восток. Средние высоты составляют около 890 метров над уровнем моря. Высшей точкой округа является гора Аутль (1855,7 м) на границе с Кичмайским сельским округом. У границы с Адыгеей находится озеро Хуко, при котором на территории уже самой соседней Адыгеи расположена гора Хуко (1901,8 м).
Гидрографическая сеть представлена бассейном реки Шахе, в которую в пределах сельского округа впадают множество притоков, наиболее крупными из которых являются — Кичмай, Псий, Бзогу, Бзыч, Ажу, и другие. Также местность богата пресными и различными минеральными источниками.
Климат в округе переходный от субтропического ( в предгорьях) к умеренному (в горах), и характеризуется тёплым летом и прохладной малоснежной зимой. С удалением от моря возвышается континентальность климата. Среднегодовая температура воздуха составляет около +14,0°С и колеблется от средних +5,0°С в январе до +23,0°С в июле. Среднее количество осадков в год составляет около 1500 мм. В отличие от северного склона Главного Кавказского хребта, на южном склоне основное количество осадков выпадает в зимний период.

## История
После упразднения Лазаревского района Краснодарского края 10 февраля 1961 года, решением КИК от 7 апреля 1961 года Солохаульский сельский совет из числа населённых пунктов расположенных в верховьях долины реки Шахе, был переподчинён Лазаревскому району города Сочи. С 7 декабря 1962 года по 30 декабря 1964 года Солохаульский сельский Совет числился в составе Туапсинского района Краснодарского края. Затем возвращён в подчинение Лазаревского района города Сочи.
В 1992 году Солохаульский сельский Совет реорганизован и преобразован в Солохаульский сельский округ.
Современные границы Солохаульского сельского округа установлены согласно закону от 1999 года.

## Население
| 2002 | 2010 |
| ---- | ---- |
| 842  | ↗885 |

### Национальный состав
По данным Всероссийской переписи населения 2010 года:
| Народ    | Численность, чел. | Доля от всего населения, % |
| -------- | ----------------- | -------------------------- |
| русские  | 706               | 79,8 %                     |
| армяне   | 92                | 10,4 %                     |
| украинцы | 32                | 3,6 %                      |
| адыги    | 17                | 1,9 %                      |
| другие   | 38                | 4,3 %                      |
| всего    | 885               | 100 %                      |

## Населённые пункты
В состав сельского округа входят 6 населённых пунктов:
| № | Населённый пункт  | Тип нп | Население (чел.) | Доля (%) |
| - | ----------------- | ------ | ---------------- | -------- |
| 1 | Бзогу             | село   | ↗12              | 1,4 %    |
| 2 | Верхнерусское Лоо | село   | ↗24              | 2,7 %    |
| 3 | Отрадное          | село   | →131             | 14,8 %   |
| 4 | Солохаул          | село   | ↗214             | 24,2 %   |
| 5 | Харциз Второй     | село   | →156             | 17,6 %   |
| 6 | Харциз Первый     | село   | ↘348             | 39,3 %   |

Также в состав округа раньше входили ныне упразднённые населённые пункты — Бабук-Аул, Бзыч, Верхний Бзыч, Верхнерусская Хобза и Три Дуба.

## Администрация округа
Адрес администрации Солохаульского сельского округа: 354538, г. Сочи, село Харциз Первый, ул. Лучевая, 7.
Глава администрации сельского округа:
- Хондаченко Александр Александрович